# Coös megye
Coos megye az Amerikai Egyesült Államokban, azon belül New Hampshire államban található. Megyeszékhelye Lancaster, legnagyobb városa Berlin. Lakosainak száma 31 268 fő (2020. április 1.). Coös megye Essex, Oxford, Carroll, Grafton és Coaticook megyékkel határos.

## Népesség
A megye népességének változása:
| Lakosok száma | 32 954 | 32 451 | 31 976 | 31 997 | 31 212 | 31 268 |
|               | 2010   | 2011   | 2012   | 2013   | 2015   | 2020   |